# ييلدوس اخميتوف
ييلدوس اخميتوف (1 يونيو 1990 بطراز في كازاخستان - ) هو لاعب كرة قدم كازاخستاني في مركز الدفاع. شارك مع منتخب كازاخستان تحت 21 سنة لكرة القدم ومنتخب كازاخستان لكرة القدم. أما مع النوادي، فقد لعب مع نادي أستانا ونادي إيرتيش بافلودار ونادي طراز.

## وصلات خارجية
- ييلدوس اخميتوف على موقع الاتحاد الأوربي (الإنجليزية)
- ييلدوس اخميتوف على موقع قاعدة بيانات كرة القدم.إي يو (الإنجليزية)
- ييلدوس اخميتوف على موقع ناشيونال فوتبول تيمز (الإنجليزية)
- ييلدوس اخميتوف على موقع Soccerway.com (الإنجليزية)
- ييلدوس اخميتوف على موقع عالم كرة القدم.نت (الإنجليزية)